# Episodi di NCIS: Los Angeles (seconda stagione)
La seconda stagione della serie televisiva NCIS: Los Angeles venne trasmessa in prima visione negli Stati Uniti dalla CBS, dal 21 settembre 2010, al 17 maggio 2011, ottenendo un'audience media di 16 535 000 telespettatori, risultando così una delle serie più seguite della stagione televisiva statunitense 2010-2011.
In Italia la stagione è stata trasmessa in prima assoluta da Rai 2 dall'11 marzo al 9 dicembre 2011; la prima parte (episodi 1-11) è stata trasmessa fino al 27 maggio 2011, mentre la seconda parte (episodi 12-24) è stata trasmessa dal 23 settembre 2011.
| nº | Titolo originale | Titolo italiano        | Prima TV USA      | Prima TV Italia   |
| -- | ---------------- | ---------------------- | ----------------- | ----------------- |
| 1  | Human Traffic    | Traffici umani         | 21 settembre 2010 | 11 marzo 2011     |
| 2  | Black Widow      | La vedova nera         | 21 settembre 2010 | 18 marzo 2011     |
| 3  | Borderline       | Linea di confine       | 28 settembre 2010 | 25 marzo 2011     |
| 4  | Special Delivery | Consegna speciale      | 5 ottobre 2010    | 1º aprile 2011    |
| 5  | Little Angels    | Piccoli angeli         | 12 ottobre 2010   | 8 aprile 2011     |
| 6  | Standoff         | Fratellanza            | 19 ottobre 2010   | 15 aprile 2011    |
| 7  | Anonymous        | Anonimi                | 26 ottobre 2010   | 29 aprile 2011    |
| 8  | Bounty           | La taglia              | 9 novembre 2010   | 6 maggio 2011     |
| 9  | Absolution       | Assoluzione            | 16 novembre 2010  | 13 maggio 2011    |
| 10 | Deliverance      | Vecchi amici           | 23 novembre 2010  | 20 maggio 2011    |
| 11 | Disorder         | Simulazione            | 14 dicembre 2010  | 27 maggio 2011    |
| 12 | Overwatch        | Occhio segreto         | 11 gennaio 2011   | 23 settembre 2011 |
| 13 | Archangel        | La sfida               | 18 gennaio 2011   | 30 settembre 2011 |
| 14 | Lockup           | Prigione               | 1º febbraio 2011  | 7 ottobre 2011    |
| 15 | Tin Soldiers     | Soldatini di stagno    | 8 febbraio 2011   | 14 ottobre 2011   |
| 16 | Empty Quiver     | Giochi in borsa        | 15 febbraio 2011  | 21 ottobre 2011   |
| 17 | Personal         | Personale              | 22 febbraio 2011  | 28 ottobre 2011   |
| 18 | Harm's Way       | Salvataggio            | 1º marzo 2011     | 4 novembre 2011   |
| 19 | Enemy Within     | Corso di addestramento | 22 marzo 2011     | 11 novembre 2011  |
| 20 | The Job          | Ladro gentiluomo       | 29 marzo 2011     | 18 novembre 2011  |
| 21 | Rocket Man       | L'uomo razzo           | 12 aprile 2011    | 25 novembre 2011  |
| 22 | Plan B           | Piano B                | 3 maggio 2011     | 2 dicembre 2011   |
| 23 | Imposters        | Impostori              | 10 maggio 2011    | 9 dicembre 2011   |
| 24 | Familia          | Famiglia               | 17 maggio 2011    | 9 dicembre 2011   |

## Traffici umani
- Titolo originale: Human Traffic
- Diretto da: James Whitmore Jr.
- Scritto da: Shane Brennan

### Trama
Marty Deeks scompare nel corso di una delicata operazione sotto copertura. Callen e Hanna indagano, sospettando di una talpa all'interno dell'LAPD.
- Ascolti USA: telespettatori 15 760 000 – share 15%[3]
- Ascolti Italia: telespettatori 2 244 000 – share 7,44%[4]

## La vedova nera
- Titolo originale: Black Widow
- Diretto da: Kate Woods
- Scritto da: Dave Kalstein

### Trama
L'agente del NCIS Dan Williams viene assassinato a Cipro da una banda di professionisti. John Craig, uno dei colpevoli, viene rintracciato a Los Angeles; G e Sam decidono di pedinarlo al fine di assicurare alla giustizia tutta la banda, ma vengono scoperti, per cui devono arrestarlo. Per recuperare la situazione G decide di infiltrarsi nella banda e sventare il loro progetto criminale. Deeks e Kensi nel frattempo indagano sul gruppo di ribelli ceceni sospettato da Williams di acquistare armi da un ufficiale corrotto della marina americana. Ancora nessuna notizia di Nate.
- Ascolti USA: telespettatori 13 600 000[5]
- Ascolti Italia: telespettatori 2 087 000 – share 7,21%[6]

## Linea di confine
- Titolo originale: Borderline
- Diretto da: Terrence O'Hara
- Scritto da: R. Scott Gemmill

### Trama
Un'unità dei Marines è in pattuglia lungo il confine messicano, quando finisce in un'imboscata. Il caporale Allen Reed riesce a fuggire, il caporale Edward Mintoia, il caporale Shelly Hastings ed il soldato scelto Liam Woker invece risultano dispersi. Kensi e Deeks si recano sul posto per indagare, mentre G e Sam interrogano il superstite. Nel frattempo Nate fa ritorno dalla sua misteriosa missione fuori sede.
- Ascolti USA: telespettatori 16 505 000 – share 16%[7]
- Ascolti Italia: telespettatori 2 060 000 – share 7,06%[8]

## Consegna speciale
- Titolo originale: Special Delivery
- Diretto da: Tony Wharmby
- Scritto da: Gil Grant

### Trama
All'interno di un centro commerciale di Beverly Hills viene rinvenuto il cadavere del caporale Thomas Porter con una mano amputata all'altezza del polso. L'indagine è affidata alla squadra in quanto il soldato era di stanza a Camp Pendelton ed aveva accesso ad informazioni Top Secret. Un nuovo elemento entra nella squadra per affiancare Eric: Nell Jones, analista dell'Intelligence. All'inizio la squadra teme che il caporale, in seguito ai suoi incarichi di lavoro, avesse provato a vendere segreti militari, ma le indagini conducono a sospettare che il caporale Porter abbia venduto ad un ricettatore dei gioielli rubati al Museo Nazionale di Baghdad, durante l'invasione americana del 2003. Quando anche il ricettatore viene trovato morto, ed anche lui con una mano amputata all'altezza del polso, i sospetti ricadono su un gioielliere iracheno, il quale viene scoperto avere dei rapporti con un finanziatore di Al-Qaida ed è un devoto mussulmano. I sospetti aumentano quando a casa del gioielliere viene trovato un coltello con macchie di sangue sulla lama, ma ad un più attento esame il team scopre che il gioielliere è stato incastrato e che il colpevole dell'omicidio era più vicino alla vittima di quanto si potesse credere.
- Ascolti USA: telespettatori 16 147 000 – share 16%[9]
- Ascolti Italia: telespettatori 1 683 000 – share 5,97%[10]

## Piccoli angeli
- Titolo originale: Little Angels
- Diretto da: Steven DePaul
- Scritto da: Frank Military

### Trama
Il comandante Jason Remy formula e gestisce i segretissimi codici crittografici del personale di tutta la marina militare. L'allarme scatta a seguito della sua assenza ingiustificata ad una riunione. Ma è Amanda, figlia del comandante, ad essere stata rapita e sepolta viva. La squadra si mette alla sua ricerca.
- Ascolti USA: telespettatori 16 050 000[11]
- Ascolti Italia: telespettatori 2 352 000 – share 8,76%[12]

## Fratellanza
- Titolo originale: Standoff
- Diretto da: Dennis Smith
- Scritto da: Joseph C. Wilson

### Trama
Tracey Keller, ex partner CIA di Callen, prende in ostaggio l'intero Ufficio Reclutamento della Marina. Tracey sostiene di lavorare ad un caso sotto copertura per l'FBI, e, credendosi in pericolo ha deciso di contattare l'unica persona di cui sente di potersi fidare. Callen però ha dei dubbi, l'ultima volta che si sono visti Tracey per poco non l'ha ucciso, ma quando un cecchino spara nel tentativo di eliminarla, decide di indagare. Tracey racconta alla squadra che, nel corso di un'indagine su un traffico di armi che vede coinvolti diversi agenti corrotti, l'agente White e il suo ex compagno dell'FBI dovevano incontrarsi con il trafficante d'armi internazionale Thomas Mason per vendergli le carte SIM necessarie ad attivare dei missili Spike. Mentre Sam collabora con White per individuare il cecchino e controllarlo, Callen decide di tornare a far coppia con Tracey per catturare Mason e recuperare i missili. Lo scambio però non va come previsto, per cui inizia una sparatoria che permette a Tracey di fuggire con i soldi.
- Ascolti USA: telespettatori 16 000 000[13]
- Ascolti Italia: telespettatori 2 395 000 – share 8,85%[14]

## Anonimi
- Titolo originale: Anonymous
- Diretto da: Norberto Barba
- Scritto da: Christina M. Kim

### Trama
La ricerca di un gruppo di assassini responsabili della morte di un ex Marine, impiegato presso il Dipartimento di Stato, si complica quando si scopre che gli assassini hanno fatto ricorso alla chirurgia plastica per modificare il loro aspetto. L'OSP viene incaricato di localizzare e proteggere l'unico testimone in grado di identificare gli assassini e mandare a monte i loro piani.
- Ascolti USA: telespettatori 15 986 000 – share 15%[15]
- Ascolti Italia: telespettatori 2 371 000 – share 8,49%[16]

## La taglia
- Titolo originale: Bounty
- Diretto da: Félix Alcalá
- Scritto da: Dave Kalstein

### Trama
Quando si sospetta il coinvolgimento terroristico nell'assassinio di un ex Marine Sergente di artiglieria, l'OSP è chiamato a rintracciare le menti che hanno organizzato l'omicidio.
- Ascolti USA: telespettatori 15 619 000 – share 15%[17]
- Ascolti Italia: telespettatori 2 211 000 – share 8,38%[18]

## Assoluzione
- Titolo originale: Absolution
- Diretto da: Steven DePaul
- Scritto da: R. Scott Gemmill

### Trama
In seguito all'omicidio di un noto antiquario di Los Angeles, Hetty incarica la squadra di ritrovare un misterioso libretto nero contenente gli scomodi segreti dei governi di mezzo mondo di cui l'uomo era in possesso. Fatto ciò, lascia di soppiatto l'ufficio per recarsi presso la stanza di un ricovero dove un uomo cieco e sulla sedia a rotelle viene definito suo marito. Callen e colleghi però non sono gli unici alla ricerca, così ben presto l'indagine si complica perché i Servizi russi e francesi nutrono il medesimo interesse per i segreti custoditi. Individuato il libretto nella cassetta di sicurezza di una banca la squadra si trova coinvolta in un poco piacevole incontro con le spie straniere, ma riesce ad avere la meglio. Risolto il caso Hetty si reca nuovamente al ricovero e trova il marito assassinato.
- Ascolti USA: telespettatori 15 812 000 – share 15%[19]
- Ascolti Italia: telespettatori 1 932 000 – share 7,41%[20]

## Vecchi amici
- Titolo originale: Deliverance
- Diretto da: Tony Wharmby
- Scritto da: Frank Military e Shane Brennan

### Trama
La caccia per il "libretto nero" contenente operazioni top-secret che interessa a molte agenzie governative continua.
- Ascolti USA: telespettatori 14 960 000[21]
- Ascolti Italia: telespettatori 2 016 000 – share 7,47%[22]

## Simulazione
- Titolo originale: Disorder
- Diretto da: Jonathan Frakes
- Scritto da: Gil Grant e Dave Kalstein

### Trama
È quasi Natale ed un gruppo di ragazzi vanno di porta in porta cantando canzoni per raccogliere offerte per la mensa dei poveri. Armati di telecamera si trovano a riprendere una sparatoria all'interno dell'abitazione del Tenente Lance Talbot, reduce dell'Afghanistan affetto da sindrome da stress post traumatico. Il tenente ne esce lievemente ferito, ma all'interno della casa vengono trovati i cadaveri del Guardia Marina, Eric Scott, suo medico curante e John Mancuso, pregiudicato spacciatore. Durante l'episodio si copre che Kensi, sei anni prima, si era innamorata di un marine di nome Jack, e che ora lei crede morto, in quanto scomparso il giorno di natale qualche anno prima, e affetto da stress post traumatico. Ma si scopre che il tenente ha ucciso, sia il suo medico curante, che il pregiudicato spacciatore. Kensi non avendo potuto aiutare come voleva Jack, tenta di aiutare il tenente, ma lui la colpisce facendola svenire e fugge. L'episodio si conclude con la cattura e l'arresto del tenente: si vedono poi Kensi e Deeks in aiuto ai senzatetto.
- Ascolti USA: telespettatori 16 820 000[23]
- Ascolti Italia: telespettatori 1 621 000 – share 6,01%[24]

## Occhio segreto
- Titolo originale: Overwatch
- Diretto da: Karen Gaviola
- Scritto da: Lindsay Sturman

### Trama
Il coroner della contea di Los Angeles chiama l'NCIS quando il cadavere di un marinaio viene rubato dall'obitorio.
- Ascolti USA: telespettatori 18 130 000[25]
- Ascolti Italia: telespettatori 2 232 000 – share 8,42%[26]

## La sfida
- Titolo originale: Archangel
- Diretto da: Tony Wharmby
- Scritto da: R. Scott Gemmill e Shane Brennan

### Trama
Il direttore Vance contatta Hetty con il codice di allerta per una falla nella sicurezza nazionale. Indagando la squadra scopre che Ray Crossen, blogger specializzato in scottanti rivelazioni sul governo, è in possesso di un file segreto scaricato dal Pentagono. Ma il principale indiziato viene trovato morto e qualcuno ha copiato il file dal suo computer. Nel tentativo di risalire alla talpa Sam mette in salvo una donna e G intercetta una squadra dell'FBI incaricata di indagare su una fuga di notizie ad opera di Matt Driscol, sottufficiale della marina.
- Ascolti USA: telespettatori 17 290 000[27]
- Ascolti Italia: telespettatori 2 442 000 – share 9,09%[28]

## Prigione
- Titolo originale: Lockup
- Diretto da: Jan Eliasberg
- Scritto da: Christina M. Kim e Frank Military

### Trama
G si reca sulla tomba della sorella Amy e trova un soldatino di piombo, un soldatino identico a quello che aveva ricevuto da bambino da un misterioso individuo: decide quindi di prendere qualche giorno di ferie per indagare. Nel frattempo la prigione di Hawkeville contatta Sam per avvertirlo che Moe, suo "fratello", è stato ricoverato in ospedale a seguito di un pestaggio. Sam scopre così che l'NCIS ha chiesto collaborazione a Moe in cambio di una riduzione di pena: il suo compito è farsi ammettere da Abdul Habaza, pericoloso terrorista yemenita, nel suo gruppo. Per supportarlo Hetty ha infiltrato Nate come psicologo del carcere, ma a Sam non basta e s'infiltra a sua volta tra i detenuti.
- Ascolti USA: telespettatori 17 700 000[29]
- Ascolti Italia: telespettatori 2 296 000 – share 8,05%[30]

## Soldatini di stagno
- Titolo originale: Tin Soldiers
- Diretto da: Terrence O'Hara
- Scritto da: R. Scott Gemmill

### Trama
Una tentata irruzione a casa di Callen, lo conduce a rincontrare Arkady Kolcheck, sua vecchia conoscenza ai tempi del KGB. L'uomo ha attirato G per fornirgli una soffiata su Namish Naiam Singh, filantropo indiano, diventato milionario grazie alla fornitura di assistenza tecnica e ai call center. Singh promuove numerose iniziative di assistenza ai profughi nelle zone del mondo martoriate dalle guerre, ma è solo una copertura per operare nel mercato nero. Sfruttando la nota superstizione di Singh che consulta astrologi e veggenti per selezionare affari e personale Kensi si infiltra nella sua organizzazione per smascherare un contrabbando da milioni di dollari in chip.
- Ascolti USA: telespettatori 17 160 000[31]
- Ascolti Italia: telespettatori 2 189 000 – share 7,68%[32]

## Giochi in borsa
- Titolo originale: Empty Quiver
- Diretto da: James Whitmore, Jr.
- Scritto da: Dave Kalstein

### Trama
Callen e Hanna sotto copertura come agenti della stradale di Los Angeles si infiltrano in un'organizzazione di contrabbando probabilmente di materiali nucleari.
- Ascolti USA: telespettatori 16 800 000[33]
- Ascolti Italia: telespettatori 2 297 000 – share 8%[34]

## Personale
- Titolo originale: Personal
- Diretto da: Kate Woods
- Scritto da: Joseph C. Wilson

### Trama
Come tutte le mattine Deeks si reca al Java Junkie per prendere il caffè terminata la sessione di jogging, ma qualcosa non va, incappa infatti in una rapina e rimane gravemente ferito. Indagando però, la squadra scopre che i due rapinatori sono rimasti all'interno del negozio ben 7 minuti ed iniziano ad ipotizzare che non si sia trattato di una coincidenza. Deeks si ritrova così a stilare l'elenco delle persone che ha arrestato nel corso della sua carriera che potrebbero serbargli rancore. Nel frattempo Hetty incarica Nell di rintracciare Gordon John Brendel, un uomo cui Deeks ha sparato all'età di undici anni.
- Ascolti USA: telespettatori 18 690 000[35]
- Ascolti Italia: telespettatori 2 274 000 – share 8,03%[36]

## Salvataggio
- Titolo originale: Harm's Way
- Diretto da: Tony Wharmby
- Scritto da: Shane Brennan

### Trama
Hakeem Fayed riceve una mail con un indirizzo da Abdul Habaza, Sam quindi riassume l'identità utilizzata per infiltrarsi nel carcere in cui era detenuto Moe, suo "fratello". Giunto all'appartamento l'agente Hanna rinviene un passaporto contraffatto per lui, le indicazioni per recarsi a Sana'a, e il cadavere di Freddy John Flemming, noto falsario di LA. G e Sam quindi si recano nello Yemen dove i guerriglieri dell'Islam, guidati dal fratello di Abdul, hanno rapito un bambino di 7 anni, figlio di un principe saudita, per ottenere il rilascio di alcuni prigionieri. La loro missione è trovare i capi della cellula e di salvare l'ostaggio. Parallelamente Kensi e Deeks indagano sulla morte di Flemming per accertarsi che la copertura di Sam non sia stata compromessa.
- Ascolti USA: telespettatori 15 670 000[37]
- Ascolti Italia: telespettatori 2 464 000 – share 8,38%[38]

## Corso di addestramento
- Titolo originale: Enemy Within
- Diretto da: Steven DePaul
- Scritto da: Lindsay Sturman

### Trama
Il comandante Daniel Chambers, componente dell'intelligence della marina esperto di politica venezuelana, è scomparso da due giorni. L'ultima volta era stato visto al molo di Malibù mentre consegnava una busta ad un uomo misterioso, poi ritrovato morto. Perquisendo la camera del capitano viene ritrovato l'itinerario della visita a L.A. di Antonio Medina, candidato filostatunitense alla presidenza del Venezuela contro il presidente in carica Hugo Chávez. La squadra indaga per scoprire le intenzioni di Chambers e sventare un eventuale attentato.
- Ascolti USA: telespettatori 16 560 000[39]
- Ascolti Italia: telespettatori 2 253 000 – share 7,94%[40]

## Ladro gentiluomo
- Titolo originale: The Job
- Diretto da: Terrence O'Hara
- Scritto da: Frank Military e Christina M. Kim

### Trama
Due individui mascherati fanno irruzione in uno dei depositi di Camp Pendleton. Uno dei due ladri viene ferito, catturato e interrogato. G e Sam scoprono così che l'uomo sfuggito alla cattura è Stan King, ladro internazionale sospettato dall'FBI di essere l'autore di grossi furti in gioiellerie e gallerie d'arte. La squadra indaga per scoprire cosa volesse rubare dalla base infiltrando Kensi.
- Ascolti USA: telespettatori 15 340 000[41]
- Ascolti Italia: telespettatori 2 218 000 – share 7,71%[42]

## L'uomo razzo
- Titolo originale: Rocket Man
- Diretto da: Dennis Smith
- Scritto da: Roger Director

### Trama
La "Ollie Drewett Space Technology" noleggia vettori aerospaziali. Durante gli ultimi test pre-lancio su un micro satellite costruito da un consorzio di aziende americane per una società di telecomunicazioni turca, perde la vita Ollie Drewett, socio e fondatore della società. Il dipartimento della difesa chiede alla squadra di indagare perché il satellite è stato costruito con le tecnologie più recenti e segrete. Hetty decide di infiltrare Eric, alla sua prima operazione sotto copertura, inviandolo come agente del FAA al Cosmografo di Lancaster, luogo del delitto.
- Ascolti USA: telespettatori 15 460 000[43]
- Ascolti Italia: telespettatori 2 204 000 – share 7,54%[44]

## Piano B
- Titolo originale: Plan B
- Diretto da: James Whitmore Jr.
- Scritto da: Dave Kalstein e Joseph C. Wilson

### Trama
Nelson Sanders viene condannato a vent'anni di reclusione per traffico illegale di armi grazie alla delazione di Ray, informatore e amico d'infanzia di Deeks. All'uscita del tribunale G e Sam si calano nei panni da killer e simulano l'omicidio di Ray per permettergli di trasferirsi a Miami con una nuova identità. Ma i suoi piani sono diversi, rivenduto il biglietto Ray noleggia un'auto e rientra in città dove rimane coinvolto in una sparatoria. Deeks è quindi costretto a rivestire i panni di Max Gentry, un vecchio alias cui non è molto affezionato, per fare luce sulla vicenda, salvare Ray e recuperare le armi trafugate da Sanders a Camp Pendleton.
- Ascolti USA: telespettatori 14 160 000[45]
- Ascolti Italia: telespettatori 2 014 000 – share 6,73%[46]

## Impostori
Titolo originale: Imposters
- Diretto da: John P. Kousakis
- Scritto da: R. Scott Gemmill

### Trama
Un cadavere porta a delle informazioni sui bussolotti di brachiterapia rubati in Occhio segreto e del loro potenziale uso per costruire una bomba. Hetty chiede a Deeks di diventare un agente NCIS ma lui rifiuta.
- Ascolti USA: telespettatori 14 740 000[47]
- Ascolti Italia: telespettatori 2 164 000 – share 7,47%[48]

## Famiglia
- Titolo originale: Familia
- Diretto da: James Whitmore Jr.
- Scritto da: Shane Brennan

### Trama
Callen e il resto del team rifiutano di accettare le improvvise dimissioni di Hetty senza avere una spiegazione in merito. Indagano per conto proprio cercando di scoprire perché è sparita senza lasciare traccia e di capire cosa è veramente accaduto per spingerla a dare le dimissioni.
- Ascolti USA: telespettatori 15 610 000[49]
- Ascolti Italia: telespettatori 2 505 000 – share 8,91%[48]